# Rano Kau
Il Rano Kau è un vulcano a scudo spento situato sull'Isola di Pasqua. Alto 324 metri, forma la penisola sud-occidentale dell'isola.
Si formò attraverso colate laviche basaltiche nel Pleistocene, e le sue rocce più giovani sono state datate tra 150 000 e 210 000 anni fa.
Ospita un lago craterico, uno dei tre corpi naturali di acqua dolce presenti sull'isola. Il lago si trova a circa 100 metri sul livello del mare, ma oltre 200 metri al di sotto del punto più alto del bordo del cratere. Il cono vulcanico è in gran parte circondato dall'oceano, e gran parte della sua struttura è stata erosa, formando alte scogliere marine che, in un punto noto come te Kari Kari, hanno iniziato a intaccare la parete del cratere. Le pareti interne del cratere presentano un'inclinazione che varia tra 65° (più ripida, vicino alla cresta) e 45° (più dolce, vicino alla riva del lago). Dalle rovine del villaggio cerimoniale di Orongo, la parete della scogliera scende verso sud-ovest con un'inclinazione di 50° fino alla costa, situata circa 300 metri più in basso. Sul lato settentrionale, il vulcano degrada fino all'Aeroporto Internazionale di Mataveri.
Rano Kau fa parte del sito Patrimonio dell'Umanità del Parco nazionale di Rapa Nui e dà il nome a una delle sette sezioni del parco. Il principale sito archeologico presente sul vulcano è il villaggio cerimoniale di Orongo, situato nel punto in cui la scogliera marina e il bordo interno del cratere si incontrano. Negli anni 1880, sulle scogliere di Rano Kau era stato documentato un ahu con diversi moai, ma le statue erano già crollate sulla spiaggia al momento della spedizione Routledge nel 1914.
Oltre al basalto, Rano Kau contiene diverse altre rocce ignee, tra cui ossidiana (una delle principali fonti per gli antichi lavoratori della pietra dell'isola) e pomice.
Il cratere ha un diametro di circa 1,5 km e ospita un microclima particolare. Protetto dai venti umidi che colpiscono la maggior parte dell'isola, all'interno del cratere crescono rigogliosamente piante come fichi e viti. La parete interna del cratere è stata anche l'ultimo habitat in natura del toromiro, una specie di albero nativo che si estinse in loco quando l'ultimo esemplare fu abbattuto per legna da ardere nel 1960.